# بابارستم (نهاوند)
بابارستم (نهاوند)، روستایی از توابع بخش مرکزی شهرستان نهاوند در استان همدان ایران است.
این روستا به عنوان دهکده شیلاتی شهرت یافته و دارای چند مجموعه فعال پرورش ماهی قزل آلا می باشد. روستای بابارستم دارای هزار و 300 نفر جمعیت است و در ۳ کیلومتری جنوب نهاوند قرار دارد و دارای ۱۳ مزرعه پرورش ماهی و ذخیره تولید ماهی در این شهرستان است به طوریکه شغل اهالی روستا آبزی پروری، باغداری و کشاورزی است و سیراب شدن مزارع پرورش ماهی و کشاورزی و آب شرب اهالی روستا از ۲ چشمه بزرگ تامین می شود.از سال ۸۷ روستای بابارستم به عنوان تنها دهکده شیلاتی غیرساحلی کشور نام گرفته و علت آن شرایط مطلوب جغرافیایی و عبور طولانی ترین رودخانه غرب کشور با ۹۰۲ کیلومتر از داخل اراضی این روستا و پرداخت تسهیلات مناسب و ارزان قیمت در این منطقه است که موجب شده اهالی این روستا بتوانند با سرمایه گذاری در این بخش برای خود و دیگران شغل مناسب داشته باشد.از آنجایی که روستای بابارستم در محل عبور رودخانه گاماسیاب قرار دارد، توانسته است با سرمایه گذاری تعدادی از علاقمندان به تولید پرورش شیلات این روستا را با نام دهکده شیلاتی غیر ساحلی کشور نامگذاری کند.وجود طولانی ترین و پرآب ترین سراب استان همدان به نام سراب گاماسیاب موجب شده است کشاورزی و دامداری در حاشیه این رودخانه عظیم و خروشان توسعه بیابد و عملا موجبات توسعه شهرستان نهاوند را در بخش‌های مختلف کشاورزی، صنعتی، گردشگری، توریستی و شیلاتی فراهم آورد.
این دهکده شیلاتی غیرساحلی با تولید سالانه ۳۰۰ تن ماهی در استان و کشور به عنوان یکی از قطب های مهم تولیدکننده ماهی مطرح شده است.

## جمعیت
این روستا در دهستان شعبان قرار دارد و براساس سرشماری مرکز آمار ایران در سال ۱۳۹۵، جمعیت آن ۱۰۹۹ نفر (۳۳۶خانوار) بوده‌است.